# Теннессійське віскі
Теннессійське віскі (англ. Tennessee whiskey) — віскі, що виробляється в американському штаті Теннессі.
Незважаючи на те, що воно юридично визначене як бурбон в деяких міжнародних торговельних угодах, більшість поточних виробників теннессійського віскі відмовляються називати свої продукти «бурбон» і не позначають його так ні пляшках, ні на рекламних матеріалах.
Відповідно до законодавства штату Теннессі всі виробники віскі зобов'язані виробляти своє віскі в штаті Теннессі та – за винятком бренду Бенджамін Прічард – перед витримкою використовувати етап фільтрації, відомий як процес округу Лінкольн. Окрім маркетингового розрізнення теннессійське віскі та бурбон мають майже ідентичні вимоги, і більшість теннессійських віскі відповідають критеріям бурбону.
Теннессійське віскі входить до десятки найбільших експортних товарів штату Теннессі. За даними Ради з алкогольних напоїв Сполучених Штатів, станом на 2013 рік американський ринок бурбону та віскі Теннессі досяг $2,4 мільярдів, а експорт бурбону та теннесійського віскі зріс і перевищив 1 мільярд. Є два основних виробники теннесійського віскі: Jack Daniel's і George Dickel, а також численні місцеві виробники по всьому штату.

## Історія

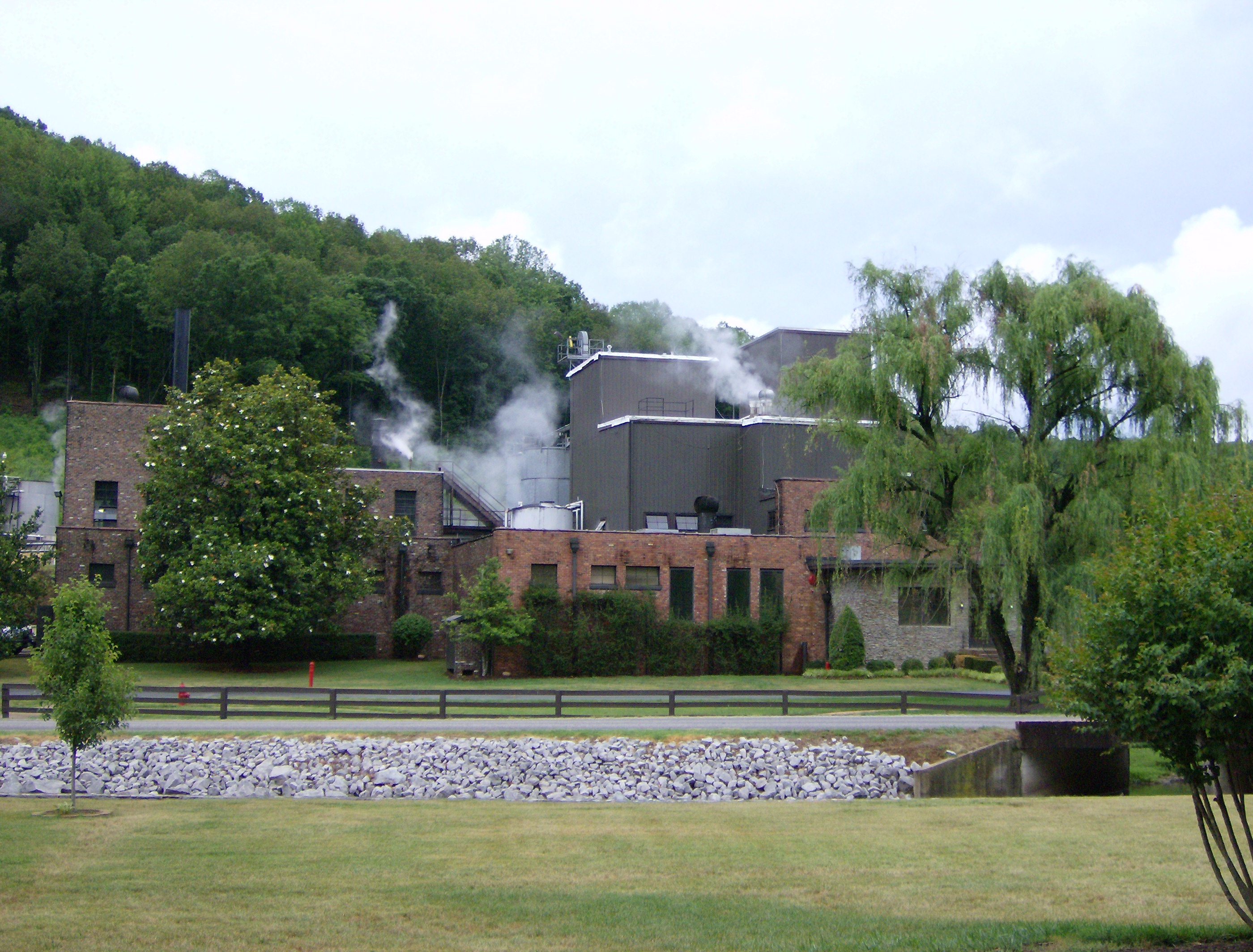
Лікеро-горілчаний завод Джорджа Дікеля в Таллагомі

Виробництво віскі в Теннессі почалося з еміграції шотландців-ірландців із Пенсільванії та Вірджинії. Президент Ендрю Джексон подавав віскі Теннессі в Білому домі, цей звичай продовжив Джеймс Полк . Фільтрування віскі через кленове вугілля було застосовано ще в 1825 році Альфредом Ітоном у Таллагомі, хоча процес, ймовірно, використовувався раніше за межами Теннессі. Бренд Jack Daniel's був заснований у 1875 році До кінця 19 століття в штаті було понад 700 ліцензованих винокурень.
Загальнодержавна заборона на продаж і виробництво алкоголю набула чинності в 1910 році, знищивши галузь. Після її скасування в 1933 році Jack Daniel's переніс свою діяльність назад до Лінчбурга (спроби компанії налагодити виробництво в Міссурі та Алабамі не дали жодного товарного продукту) як першу лікеро-горілчану фабрику, яка відкрилася після заборони. Наступна лікеро-горілчана фабрика, яка отримала ліцензію в штаті, George Dickel, виникла в 1958 році як відроджений бренд.

## Процес округу Лінкольн

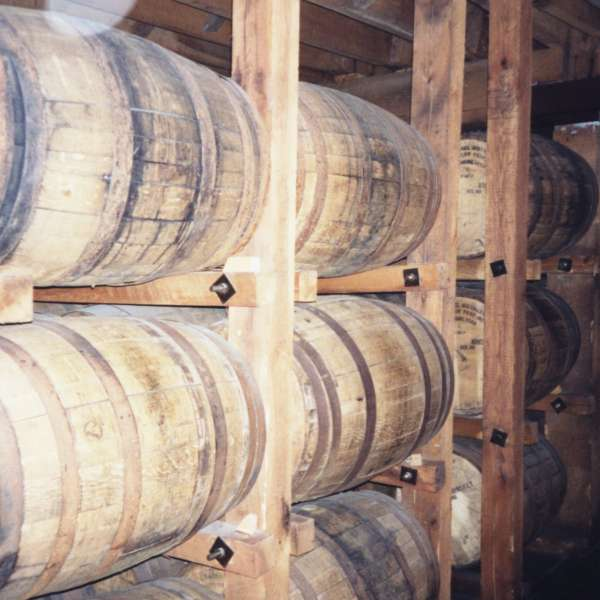
Віскі витримується на винокурні Jack Daniel's у Лінчбурзі

Майже всі віскі штату Теннессі проходять стадію фільтрації, яка називається процесом округу Лінкольн, під час якої віскі фільтрується (або замочується) товстим шаром кленового вугілля перед тим, як його поміщають у нові обвуглені дубові бочки для витримки. Компанії, які виробляють віскі таким чином, вважають, що цей крок покращує смак віскі. Процес фільтрації названий на честь округу Лінкольн, штат Теннессі, де знаходився винокурний завод Jack Daniel's, коли він спочатку почав працювати. Однак у 1871 році межі округу змінилися, помістивши лікеро-горілчаний завод Jack Daniel's і прилеглу територію до новоствореного округу Мур.
За іронією долі, єдиним віскі, що виробляється в нинішніх межах округу Лінкольн, є Prichard's, який є єдиним віскі штату Теннессі, який не використовує процес округу Лінкольн.

## Правовий статус
На федеральному рівні визначення теннесійського віскі юридично встановлено Північноамериканською угодою про вільну торгівлю (NAFTA) і принаймні однією іншою міжнародною торговельною угодою, яка вимагає, щоб це було «чисте віскі бурбон, дозволене до продажу і виробляється тільки в штаті Теннессі». Згідно з канадським законом про харчові продукти, теннесійське віскі має бути «чистим віскі бурбон, виробленим у штаті Теннессі».